# Prémio Goya de melhor realizador
Os Prêmios Goya foram criados pela Academia das Artes e as Ciências Cinematográficas de Espanha em 1986.
Na seguinte lista mostra-se a relação de todos os ganhadores do Prémio Goya de Melhor Realizador desde a I edição de 1986.
A Academia também entrega o Prémio Goya ao melhor realizador novo desde a criação deste galardão na IV edição de 1989.
Os realizadores de cinema que mais prémios Goya têm obtido à «melhor realização» são Pedro Almodóvar, Alejandro Amenábar, Fernando León de Aranoa e Fernando Trueba, com 2 galardões cada um.
Os realizadores que têm ganhado o prémio de «melhor realização estreante» e «melhor realização» são, por ordem temporária, Fernando León de Aranoa (1997, 1998 e 2002), Alejandro Amenábar (1996, 2001 e 2004) e Juan Antonio Bayona (2007 e 2012).
Os únicos realizadores irmãos que obtiveram o Prémio Goya de «melhor realização» foram Fernando Trueba (1989 e 1992) e David Trueba (2013).
Os realizadores que mais vezes têm obtido o prêmio Goya de «melhor filme» são Pedro Almodóvar, Alejandro Amenábar e Fernando Trueba, com 3 galardões cada um. Nenhum outro realizador conseguiu 2 prémios de «melhor filme».
Os realizadores estreantes que têm conseguido com sua primeira obra o prémio de «melhor filme» são Agustín Díaz Yanes (por Ninguém falará de nós quando tenhamos morrido, 1995), Alejandro Amenábar (por Tese, 1996) e Achero Manhas (por El Bola, 2000). Os três também obtiveram o prémio ao «melhor realizador estreante».

## Vencedores

### Década de 1980
| Vencedor                                           | Candidatos                                                          | |
| I edição - 1986                                    | I edição - 1986                                                     | I edição - 1986 |
| -------------------------------------------------- | ------------------------------------------------------------------- | --- |
| Fernando Fernán Gómez por El viaje a ninguna parte | - Emilio Martínez-Lázaro por Lulú de noche - Pilar Miró por Werther | |
| II edição - 1987                                   |                                                                     | |
|                                                    | José Luis Garci por Asignatura aprobada                             | - Bigas Luna por Angustia - Vicente Aranda por El Lute: camina o revienta |
| III edição - 1988                                  |                                                                     | |
|                                                    | Gonzalo Suárez por Remando al viento                                | - Ricardo Franco por Berlín Blues - Francisco Regueiro por Diario de invierno - Antonio Mercero por Espérame en el cielo - Pedro Almodóvar por Mujeres al borde de un ataque de nervios |
| IV edição - 1989                                   |                                                                     | |
|                                                    | Fernando Trueba (1) por El sueño del mono loco                      | - Fernando Fernán Gómez por El mar y el tiempo - Agustí Villaronga por El niño de la luna - Josefina Molina por Esquilache - Vicente Aranda por Si te dicen que caí                     |

### Década de 1990
| Vencedor           | Candidatos                                  | |
| V edição - 1990    | V edição - 1990                             | V edição - 1990 |
| ------------------ | ------------------------------------------- | --- |
|                    | Carlos Saura por ¡Ay, Carmela!              | - Pedro Almodóvar por ¡Átame! - Montxo Armendáriz por Las cartas de Alou                                                      |
| VI edição - 1991   |                                             | |
|                    | Vicente Aranda por Amantes                  | - Pilar Miró por Beltenebros - Imanol Uribe por El rey pasmado                                                                |
| VII edição - 1992  |                                             | |
|                    | Fernando Trueba (2) por Belle Époque        | - Bigas Luna por Jamón, jamón - Pedro Olea por El maestro de esgrima                                                          |
| VIII edição - 1993 |                                             | |
|                    | Luis García Berlanga por Todos a la cárcel  | - Vicente Aranda por Intruso - Juanma Bajo Ulloa por La madre muerta                                                          |
| IX edição - 1994   |                                             | |
|                    | Imanol Uribe por Días contados              | - José Luis Garci por Canción de cuna - Vicente Aranda por La pasión turca                                                    |
| X edição - 1995    |                                             | |
|                    | Álex de la Iglesia por El día de la bestia  | - Manuel Gómez Pereira por Boca a boca - Pedro Almodóvar por La flor de mi secreto                                            |
| XI edição - 1996   |                                             | |
|                    | Pilar Miró por El perro del hortelano       | - Imanol Uribe por Bwana - Julio Medem por Tierra                                                                             |
| XII edição - 1997  |                                             | |
|                    | Ricardo Franco por La buena estrella        | - Adolfo Aristarain por Martín (Hache) - Montxo Armendáriz por Secretos del corazón                                           |
| XIII edição - 1998 |                                             | |
|                    | Fernando León de Aranoa (1) por Barrio      | - Alejandro Amenábar por Abre los ojos - José Luis Garci por El abuelo - Fernando Trueba por La niña de tus ojos              |
| XIV edição - 1999  |                                             | |
|                    | Pedro Almodóvar (1) por Todo sobre mi madre | - Gracia Querejeta por Cuando vuelvas a mi lado - José Luis Cuerda por La lengua de las mariposas - Benito Zambrano por Solas |

### Década de 2000
| Vencedor            | Candidatos                                        | |
| XV edição - 2000    | XV edição - 2000                                  | XV edição - 2000 |
| ------------------- | ------------------------------------------------- | --- |
|                     | José Luis Borau por Leo                           | - Jaime Chávarri por Besos para todos - Álex de la Iglesia por La comunidad - José Luis Garci por You're the One                                                                  |
| XVI edição - 2001   |                                                   | |
|                     | Alejandro Amenábar (1) por Los otros              | - Vicente Aranda por Juana la Loca - Julio Medem por Lucía y el sexo - Agustín Díaz Yanes por Sin noticias de Dios                                                                |
| XVII edição - 2002  |                                                   | |
|                     | Fernando León de Aranoa (2) por Los lunes al sol  | - Emilio Martínez-Lázaro por El otro lado de la cama - Antonio Hernández por En la ciudad sin límites - Pedro Almodóvar por Hable con ella (candidato al Óscar al mejor director) |
| XVIII edição - 2003 |                                                   | |
|                     | Icíar Bollaín por Te doy mis ojos                 | - Cesc Gay por En la ciudad - Isabel Coixet por Mi vida sin mí - David Trueba por Soldados de Salamina                                                                            |
| XIX edição - 2004   |                                                   | |
|                     | Alejandro Amenábar (2) por Mar adentro            | - Carlos Saura por El séptimo día - Pedro Almodóvar por La mala educación - Adolfo Aristarain por Roma                                                                            |
| XX edição - 2005    |                                                   | |
|                     | Isabel Coixet por La vida secreta de las palabras | - Alberto Rodríguez por 7 vírgenes - Benito Zambrano por Habana Blues - Montxo Armendáriz por Obaba                                                                               |
| XXI edição - 2006   |                                                   | |
|                     | Pedro Almodóvar (2) por Volver                    | - Agustín Díaz Yanes por Alatriste - Guillermo del Toro por El laberinto del fauno - Manuel Huerga por Salvador (Puig Antich)                                                     |
| XXII edição - 2007  |                                                   | |
|                     | Jaime Rosales por La soledad                      | - Emilio Martínez-Lázaro por Las 13 rosas - Icíar Bollaín por Mataharis - Gracia Querejeta por Siete mesas de billar francés                                                      |
| XXIII edição - 2008 |                                                   | |
|                     | Javier Fesser por Camino                          | - Álex de la Iglesia por Los crímenes de Oxford - José Luis Cuerda por Los girasoles ciegos - Agustín Díaz Yanes por Solo quiero caminar                                          |
| XXIV edição - 2009  |                                                   | |
|                     | Daniel Monzón por Celda 211                       | - Alejandro Amenábar por Ágora - Fernando Trueba por El baile de la Victoria - Juan José Campanella por El secreto de sus ojos                                                    |

### Década de 2010
| Vencedor             | Candidatos | |
| XXV edição - 2010    | XXV edição - 2010                                                                                                  | XXV edição - 2010 |
| -------------------- | --- | --- |
|                      | Agustí Villaronga por Pa negre (Pan negro)                                                                         | - Álex de la Iglesia por Balada triste de trompeta - Rodrigo Cortés por Buried (Enterrado) - Icíar Bollaín por También la lluvia |
| XXVI edição - 2011   | | |
|                      | Enrique Urbizu por No habrá paz para los malvados                                                                  | - Mateo Gil por Blackthorn - Pedro Almodóvar por La piel que habito - Benito Zambrano por La voz dormida                         |
| XXVII edição - 2012  | | |
|                      | Juan Antonio Bayona por Lo imposible                                                                               | - Pablo Berger por Blancanieves - Alberto Rodríguez por Grupo 7 - Fernando Trueba por El artista y la modelo                     |
| XXVIII edição - 2013 | | |
|                      | David Trueba por Vivir es fácil con los ojos cerrados                                                              | - Gracia Querejeta por 15 años y un día - Manuel Martín Cuenca por Caníbal - Daniel Sánchez Arévalo por La gran familia española |
| XXIX edição - 2014   | | |
|                      | Alberto Rodríguez por La isla mínima                                                                               | - Daniel Monzón por El Niño - Carlos Vermut por Magical Girl - Damián Szifron por Relatos salvajes                               |
| XXX edição - 2015    | | |
| Cesc Gay por Truman  | - Paula Ortiz por La novia - Isabel Coixet por Nadie quiere la noche - Fernando León de Aranoa por Un día perfecto | |

## Realizadores galardoados com o prémio Goya de honra
| Ano  | Edição        | Vencedor                        | Profissão artística                                                                            |
| ---- | ------------- | ------------------------------- | ---------------------------------------------------------------------------------------------- |
| 1992 | VII edição    | Manuel Mur Oti (1908-2003)      | Realizador de cinema e roteirista                                                              |
| 1994 | IX edição     | José María Forqué (1923-1995)   | Director de cinema, roteirista e produtor                                                      |
| 1996 | XI edição     | Miguel Picazo (1927-)           | Director de cinema, roteirista e actor                                                         |
| 1999 | XIV edição    | Antonio Isasi-Isasmendi (1927-) | Director de cinema, roteirista, produtor e montador                                            |
| 2001 | XVI edição    | Juan Antonio Bardem (1922-2002) | Director de cinema e roteirista                                                                |
| 2005 | XX edição     | Pedro Masó (1927-2008)          | Director de cinema, roteirista e produtor                                                      |
| 2008 | XXIII edição  | Jesús Franco (1930-2013)        | Director de cinema, roteirista, produtor, compositor, montador, director de fotografia e actor |
| 2009 | XXIV edição   | Antonio Mercero (1936-)         | Director de cinema e roteirista                                                                |
| 2010 | XXV edição    | Mario Camus (1935-)             | Director de cinema e roteirista                                                                |
| 2011 | XXVI edição   | Josefina Molina (1936-)         | Directora de cinema e roteirista                                                               |
| 2013 | XXVIII edição | Jaime de Armiñán (1927-)        | Director de cinema e roteirista                                                                |
| 2014 | XXIX edição   | Antonio Bandeiras (1960-)       | Director de cinema, produtor, roteirista e actor                                               |